# Kanarieklocka
Kanarieklocka (Canarina canariensis) är en klockväxtart som först beskrevs av Carl von Linné, och fick sitt nu gällande namn av Wilhelm Vatke. Kanarieklocka ingår i släktet Canarina och familjen klockväxter.
Canarina canariensis växer på Kanarieöarna. Inga underarter finns listade i Catalogue of Life.

## Bilder

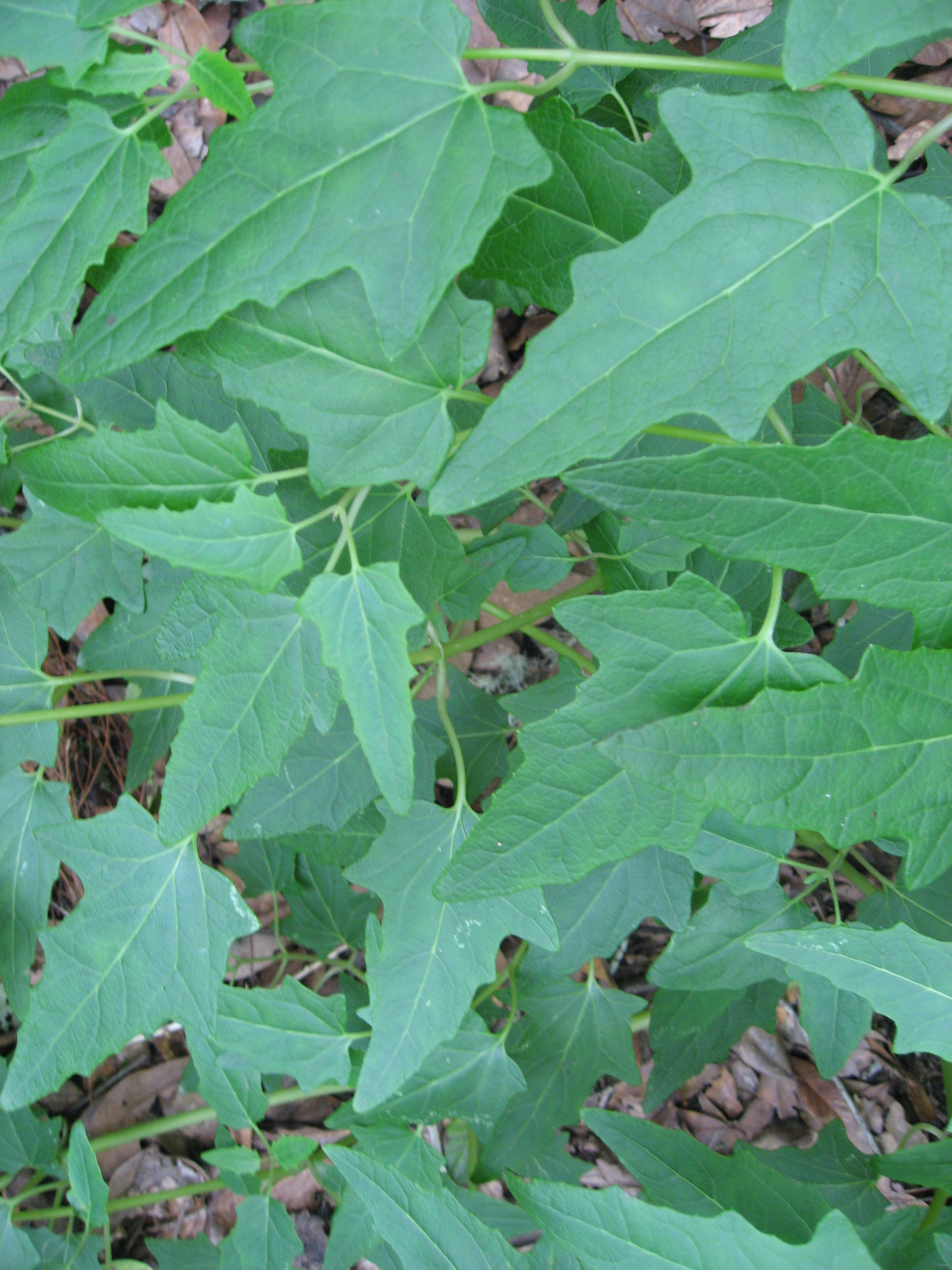
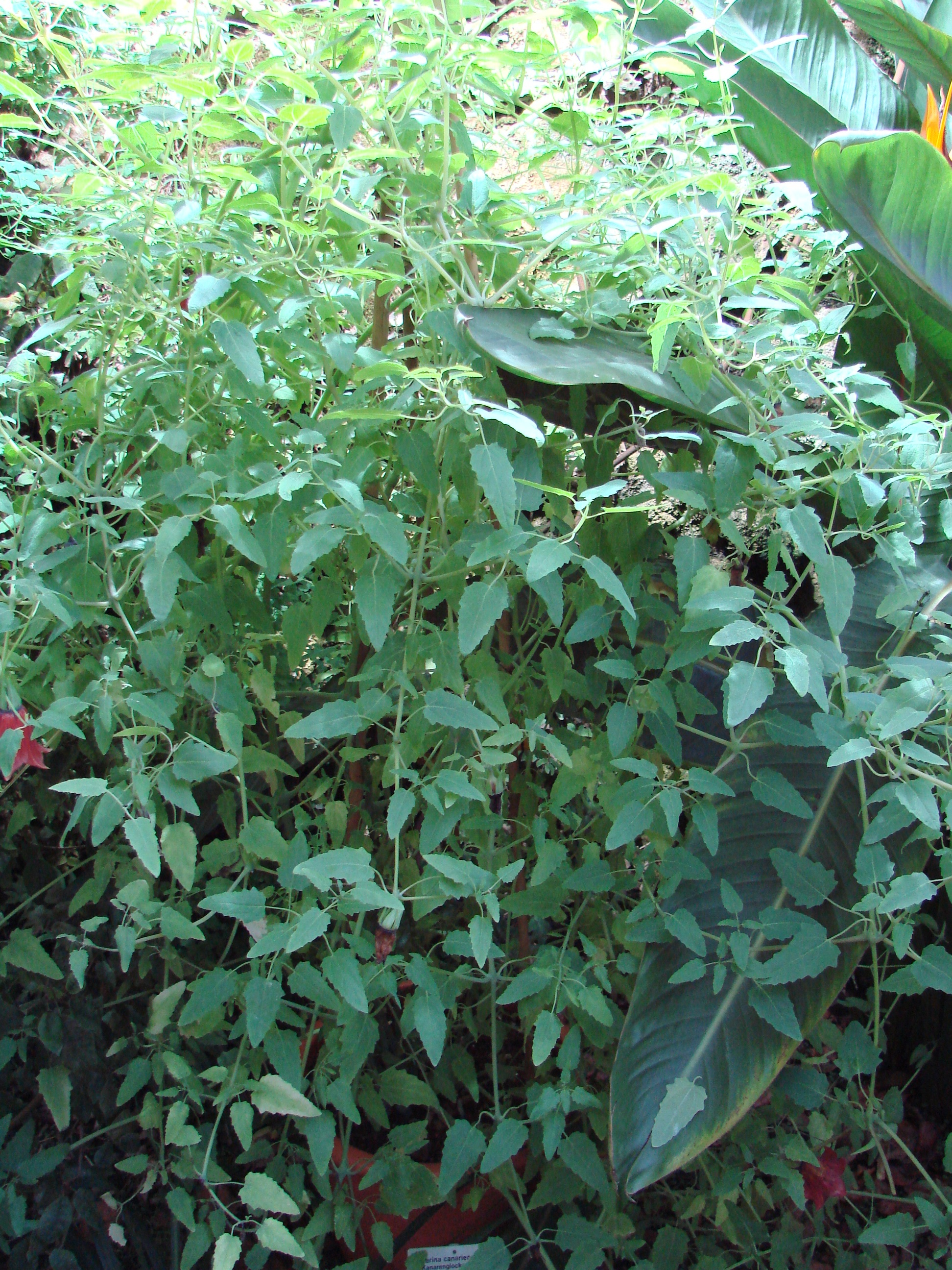
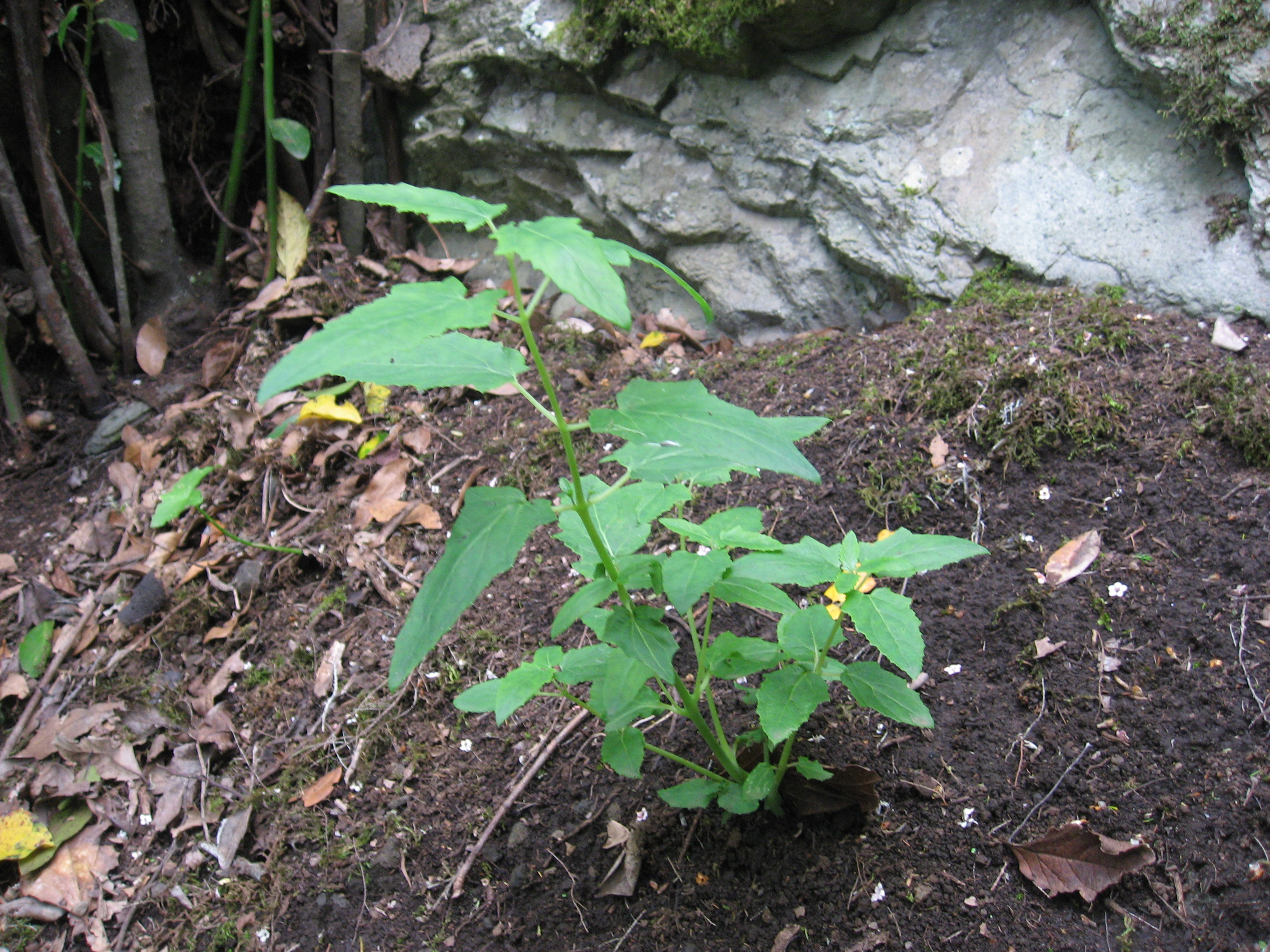
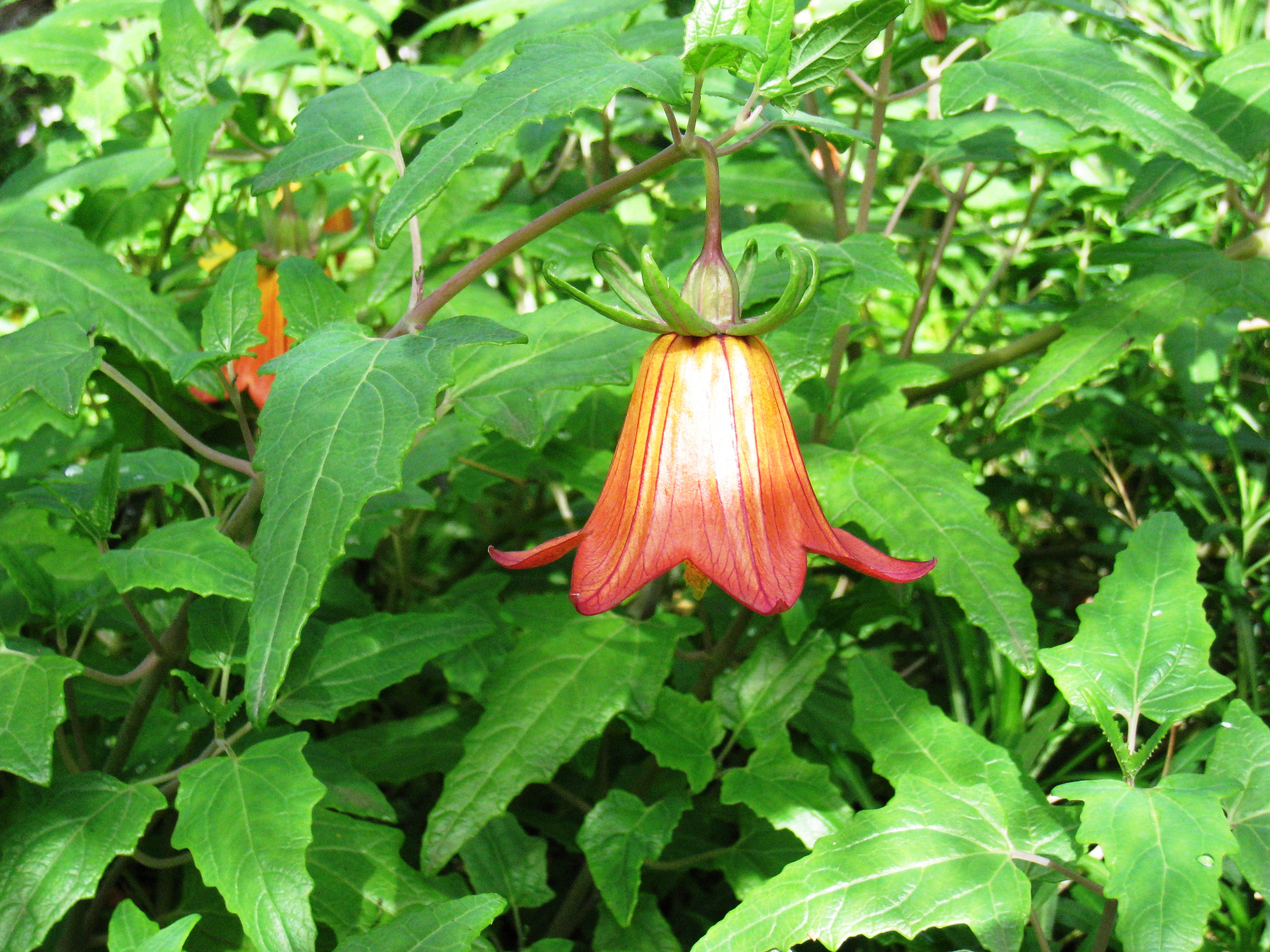
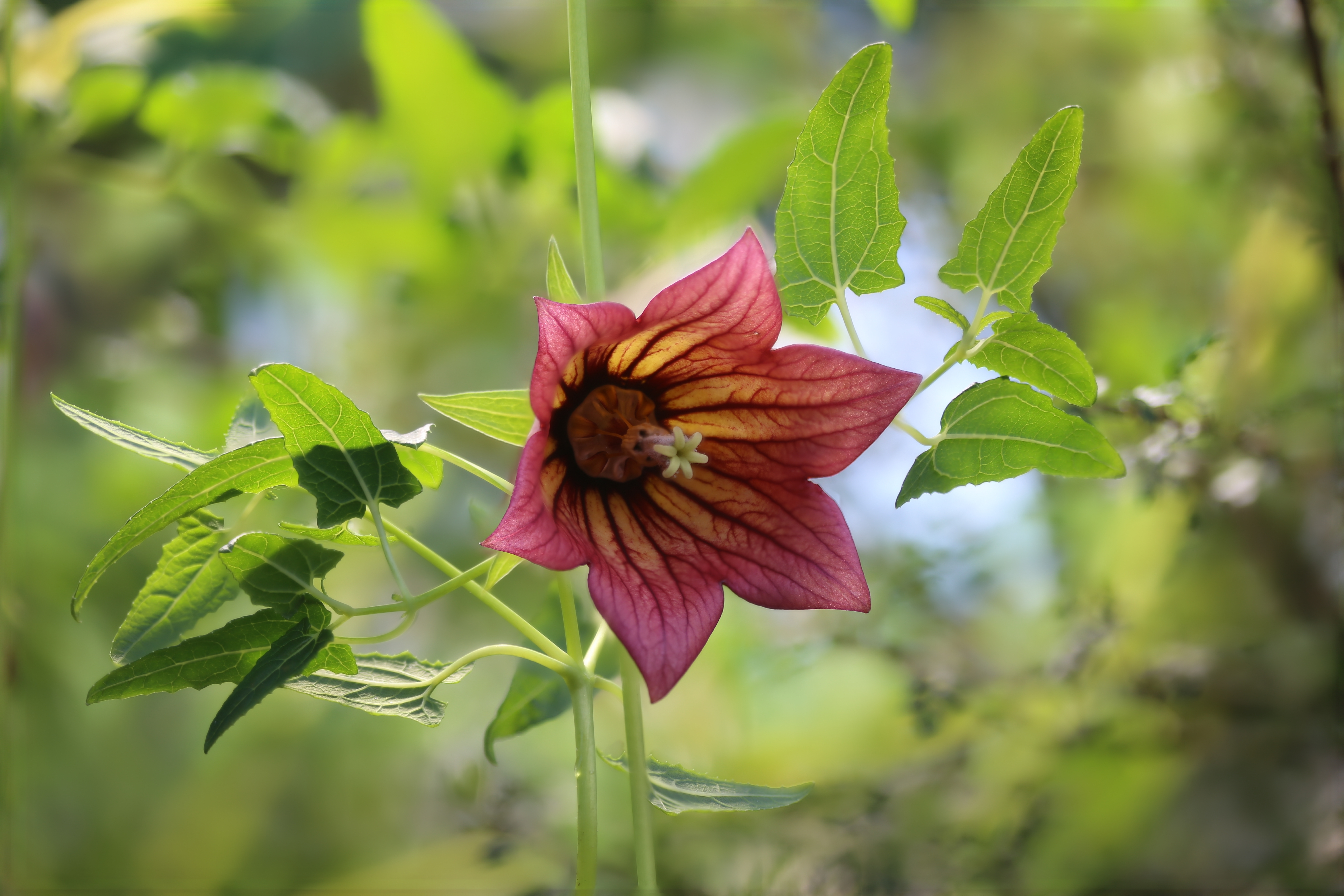
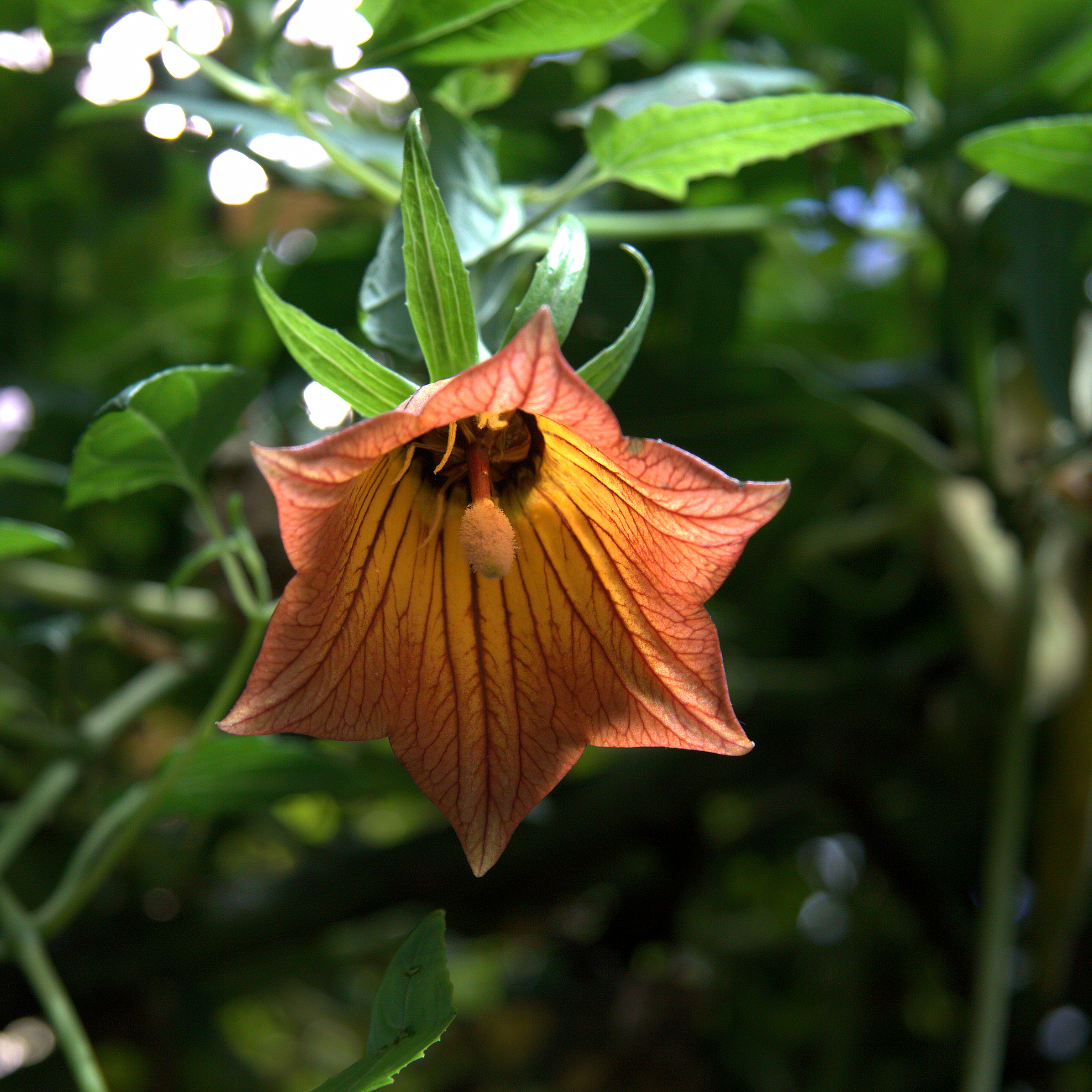
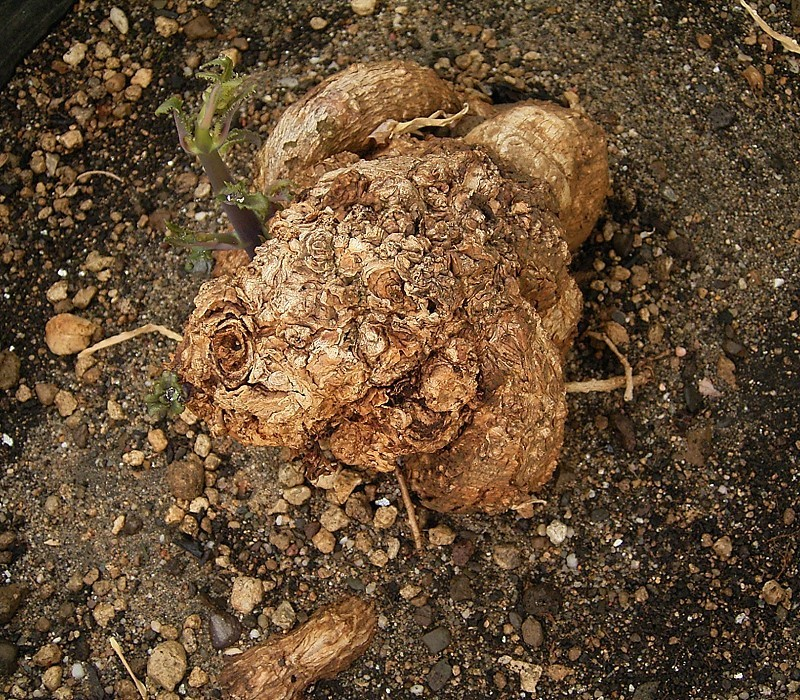
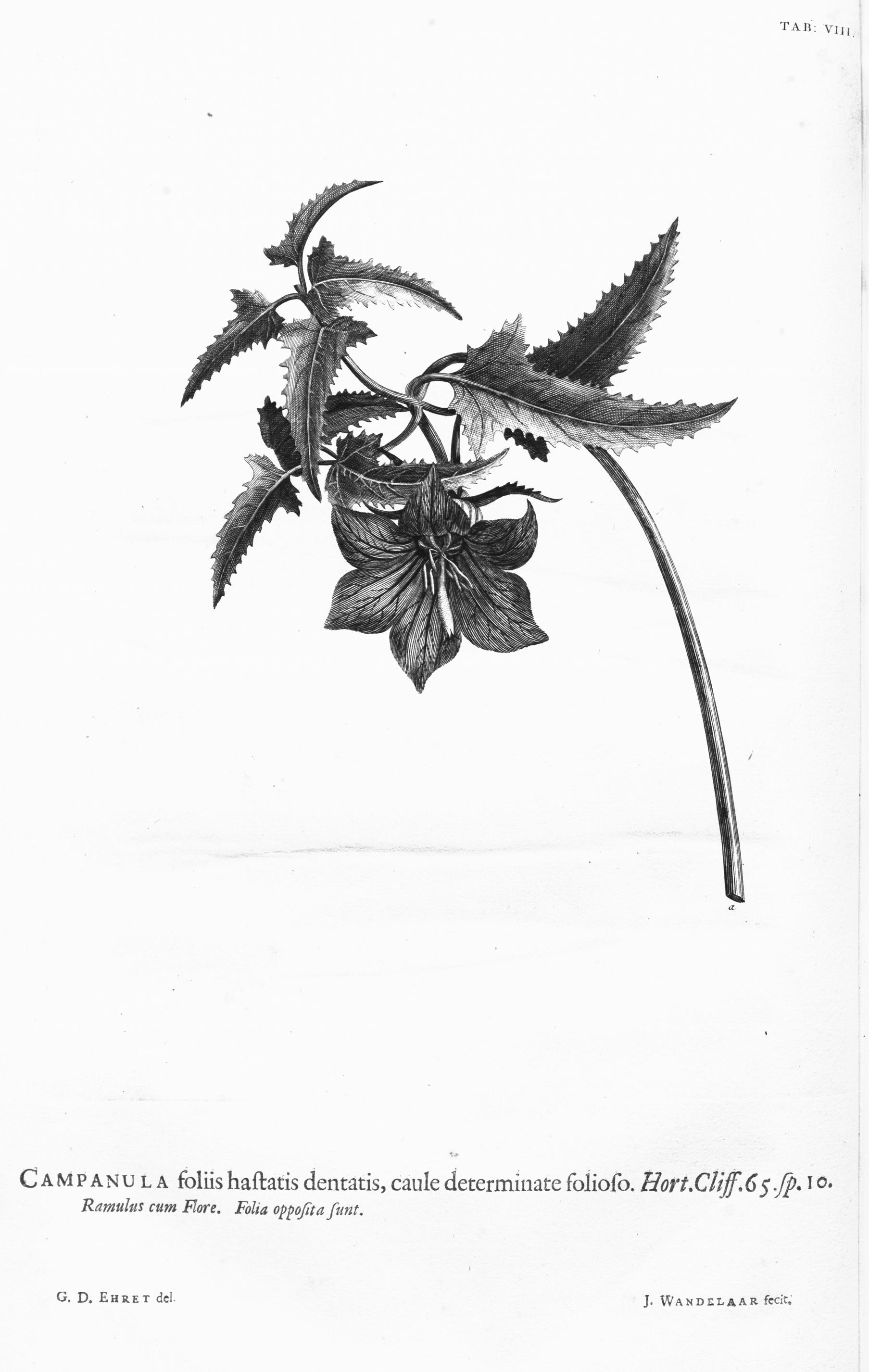